# Drôle d'endroit pour une rencontre
Drôle d'endroit pour une rencontre is een Franse film van François Dupeyron die uitgebracht werd in 1988.
Voor zijn debuut slaagde Dupeyron er in Gérard Depardieu en producente Catherine Deneuve te strikken. Dankzij hun acteertalent groeide dit drama uit tot een echt succes dat kon bogen op vier César-nominaties. 

## Verhaal
De vreemde ontmoetingsplaats uit de filmtitel is een parkeerplaats langs een Franse autoweg naar het zuiden. France is een hautaine bourgeoise die daar door haar man achtergelaten werd na hun zoveelste ruzie. Iets verderop staat Charles die de gebeurtenis op afstand heeft gezien. Hij heeft motorpech en probeert zijn wagen opnieuw aan de praat te krijgen.
Aanvankelijk wil hij geen contact met haar. Na een tijdje poogt hij te begrijpen waarom de vrouw koppig blijft wachten op haar echtgenoot, ondanks de winterse kou. Beetje bij beetje zoeken ze toenadering.

## Rolverdeling
| Acteur              | Personage       |
| ------------------- | --------------- |
| Catherine Deneuve   | France          |
| Gérard Depardieu    | Charles         |
| Nathalie Cardone    | Sylvie          |
| André Wilms         | Georges         |
| Jean-Pierre Sentier | Pierrot         |
| Chantal Banlier     | mevrouw Richard |
| Vincent Martin      |                 |
| Alain Rimoux        |                 |